# Naa (Gulripshi)
Naa (en georgiano: ნაა; en abjasio: Наа) es una aldea que pertenece a la parcialmente reconocida República de Abjasia, parte del distrito de Gulripshi, aunque de iure pertenece al municipio de Gulripshi de la República Autónoma de Abjasia de Georgia.

## Toponimia
Anteriormente se conocía como Somjuri Naa (en georgiano: სომხური ნაა).

## Geografía
Naa se encuentra en las estribaciones montañosas de Abjasia, en la orilla derecha del río Kodori. La aldea está a 25 km de Gulripshi y se administra desde el pueblo de Vladímirovka.

## Demografía
La evolución demográfica de Naa entre 1959 y 1989 fue la siguiente:
| 311                                                 | 453 |
| (Fuente: Population of Abkhazia since Soviet times) |     |

Antes de la guerra de Abjasia, la mayoría de la población local eran armenios.